# Южноюкагирский язык
Южноюкаги́рский язы́к (колы́мский, верхнеколы́мский или оду́льский) — язык колымских (лесных) юкагиров, один из двух сохранившихся в настоящее время юкагирских языков. Число говорящих — менее 50 человек на 1995 год, к середине 2010-х число сократилось до менее 10 активных носителей, в основном это лица старшего возраста. Носители языка преимущественно проживают в селе Нелемное Верхнеколымского района Якутии, а также пгт Сеймчан Магаданской области.
Грамматический строй — агглютинативно-инкорпорирующий. 
Язык младописьменный, алфавит был создан в 1980-х годах.

## Классификация и грамматика
Родство юкагирских языков с другими языковыми семьями вызывает споры в научном мире. Возможно, юкагирские языки связаны дальним родством с уральскими, таким образом составляя с ними уральско-юкагирскую семью.
Колымский и тундренный юкагирский — единственные из оставшихся языки когда-то доминировавшей в регионе языковой семьи, распространённой от Анадыря  до Лены. Судя по всему, тундренный и колымский юкагирские языки были наиболее чётко выраженными в общем диалектном континууме.
Северноюкагирский и южноюкагирский взаимонепонимаемы. В южноюкагирском имеется остаточная гармония гласных и сложная система согласных; богатая агглютинативная морфология и строгое правило помещать главное слово в предложении в конец.  Южноюкагирский — активный язык; в нём отсутствует логическое ударение, вместо него выделение производится номинативно: объекты и субъекты непереходных глаголов при выделении ставятся в особый падеж.

## Письменность
Алфавит, принятый в 1993 году.
| А а   | Б б   | В в | Г г   | Ӷ ӷ | Д д |
| Дь дь | Е е   | Ё ё | Ж ж   | З з | И и |
| Й й   | К к   | Л л | Ль ль | М м | Н н |
| Нь нь | Ӈ ӈ   | О о | Ө ө   | П п | Р р |
| С с   | Сь сь | Т т | У у   | Ф ф | Х х |
| Ц ц   | Ч ч   | Ш ш | Щ щ   | Ъ ъ | Ы ы |
| Ь ь   | Э э   | Ю ю | Я я   |     |     |

Долгота гласных показывается удвоением: аа, ии, оо, уу.

## Фонетика

### Гласные
| Подъём  | Подъём | Ряд       | Ряд       | Ряд       | Ряд       |
| Подъём  | Подъём | Передний  | Передний  | Средний   | Задний    |
| Подъём  | Подъём | неогуб.   | огуб.     | неогуб.   | огуб.     |
| ------- | ------ | --------- | --------- | --------- | --------- |
| Верхний | крат.  | /i/ ⟨и⟩   |           |           | /u/ ⟨у⟩   |
| Верхний | долг.  | /iː/ ⟨ии⟩ |           |           | /uː/ ⟨уу⟩ |
| Средний | крат.  | /e/ ⟨э⟩   | /ø/ ⟨ө⟩   | /ə/       | /o/ ⟨о⟩   |
| Средний | долг.  | /eː/ ⟨ээ⟩ | /øː/ ⟨өө⟩ |           | /oː/ ⟨оо⟩ |
| Нижний  | крат.  |           |           | /a/ ⟨а⟩   |           |
| Нижний  | долг.  |           |           | /aː/ ⟨аа⟩ |           |

Гласные /eː/, /øː/, /oː/ могут быть дифтонгами /ie/ ⟨иэ⟩, /uø/ ⟨уө⟩, /uo/ ⟨уо⟩. 
Гласный /ə/ произносится (и соответственно пишется) в зависимости от предыдущего гласного: [o] ⟨о⟩ (/ʃoroˈmə/ шоромо «человек») или [e] ⟨э⟩ (/ˈɲanmə/ ньанмэ «тальник»).

### Согласные
|          |          |          | Губные  | Передне-язычные | Средне-язычные | Задне-язычные | Увулярные |
| -------- | -------- | -------- | ------- | --------------- | -------------- | ------------- | --------- |
| Шумные   | Смычные  | гл.      | /p/ ⟨п⟩ | /t/ ⟨т⟩         | /c/ ⟨ч⟩        | /k/ ⟨к⟩       | /q/ ⟨х⟩   |
| Шумные   | Смычные  | зв.      | [b] ⟨б⟩ | /d/ ⟨д⟩         | /ɟ/ ⟨дь⟩       | /ɡ/ ⟨г⟩       | [ɢ] ⟨ҕ⟩   |
| Шумные   | Щелевые  | гл.      |         | /ʃ/ ⟨ш⟩         | [ɕ] ⟨сь⟩       | [x] ⟨х⟩       |           |
| Шумные   | Щелевые  | зв.      |         | /ʒ/ ⟨ж⟩         |                | [ɣ] ⟨ҕ⟩       | /ʁ/ ⟨ҕ⟩   |
| Сонорные | Носовые  | Носовые  | /m/ ⟨м⟩ | /n/ ⟨н⟩         | /ɲ/ ⟨нь⟩       | /ŋ/ ⟨ҥ⟩       |           |
| Сонорные | Боковые  | Боковые  |         | /l/ ⟨л⟩         | /ʎ/ ⟨ль⟩       |               |           |
| Сонорные | Дрожащие | Дрожащие |         | /r/ ⟨р⟩         |                |               |           |
| Сонорные | Щелевые  | Щелевые  | /w/ ⟨в⟩ |                 | /j/ ⟨й⟩        |               |           |

В квадратных скобках указаны аллофоны:
- /w/ ⟨ԝ⟩ > [b] ⟨б⟩
- /c/ ⟨ч⟩ > [ɕ] ⟨сь⟩
- /q/ ⟨х⟩ > [x] ⟨х⟩
- /ʁ/ ⟨ҕ⟩ > [ɣ] ⟨ҕ⟩
- /ʁ/ ⟨ҕ⟩ > [ɢ] ⟨ҕ⟩

### Ударение
Ударение разноместное, но не смыслоразличительное. Зависит от качества слогов слова. Ударение падает на последний тяжёлый слог (слог с долгим гласным или закрытый слог СГС). При отсутствии тяжелых слогов в слове ударение падает на последний слог. Примеры: йэльоодьо «солнце», өнмиэдиэ «молодая лиственница», ньанмэ «тальник», шоромо «человек».

## Примеры
Яркэдэн
Записано Людмилой Жуковой, со слов Любови Деминой в 1988 году (с глоссированием].
| пээ  | аан-дә-пә-гәт | йарқә | подьольә-гәт | пойньаа-сьии-л                                        | тудэ    | оозии-гәлә | Йарқәдән                                   | эмэй | ой    | миидә | чуруудьә | қон-таа-сьии-ну-м       |
| гора | под-3-PL-ABL  | лёд   | сияющий-ABL  | белый-DEL-AN DEL=разграничитель AN=указатель действия | он. GEN | вода-ACC   | Яркэдэн (*йарқә-д-ун букв. «ледяная река») | мать | поток | вдоль | тихо     | идти-TR-DEL-IMPF-TR.3SG |

«С нижней части горы, из белизны льда, наша мать Яркэдэн тихо несёт свои блестящие воды вниз по течению».

### Фразы и выражения
Мэ көлдьэмут! «Здравствуйте! / Добро пожаловать!».
Амучэ идьигуойгирлэк! «Доброе утро!».
Амучэ чайлэлэк! «Добрый день!».
Хуодэҥ саҕанаануймут? «Как поживаете?».
Льиэ, лэмльиэнуйэҥ «Спасибо, хорошо».
Титул йуол мэ пуҥуодьэҥ «Рад встрече / Рад вас видеть».
Тэн нэмэлэнг? «Что это?».